# Liga dos Campeões da UEFA de 2025–26
A Liga dos Campeões da UEFA de 2025–26 é a 71ª edição da Liga dos Campeões da UEFA, a maior competição de clubes europeus organizada pela UEFA, e a 34ª temporada desde que foi renomeado de Copa dos Clubes Campeões Europeus para seu nome atual.
A final será disputada em 30 de maio de 2026 na Puskás Aréna, em Budapeste.

## Alocação da equipe da associação
Um total de 83 equipas de 53 das 55 associações-membro da UEFA estão definidas para participar na Liga dos Campeões da UEFA de 2025–26 (as excepções são o Liechtenstein que não organiza uma liga nacional e a Rússia que está actualmente suspensa). A classificação das associações com base nos coeficientes de associação da UEFA é usada para determinar o número de equipas participantes para cada associação:

### Classificação da associação
Para a Liga dos Campeões da UEFA de 2025–26, as associações são alocadas de acordo com seus coeficientes de associação da UEFA de 2024 , que leva em consideração seu desempenho nas competições europeias de 2019–20 a 2023–24. A alocação da equipe reflete a suspensão contínua da Rússia das competições da UEFA.
Além da alocação com base nos coeficientes da associação, as associações podem ter equipes adicionais participando da Liga dos Campeões, conforme observado abaixo:
- (UCL) - Vaga adicional para os detentores do título da UEFA Champions League
- (UEL) - Vaga adicional para os detentores do título da UEFA Europa League

| Pos. | Associações   | Coef.   | Equipes | Notas         |
| ---- | ------------- | ------- | ------- | ------------- |
| 1    | Inglaterra    | 104.303 | 4       | +1 EPS +1 UEL |
| 2    | Itália        | 90.284  | 4       |               |
| 3    | Espanha       | 89.489  | 4       | +1 EPS        |
| 4    | Alemanha      | 86.624  | 4       |               |
| 5    | França        | 66.831  | 4       | UCL           |
| 6    | Países Baixos | 61.300  | 3       |               |
| 7    | Portugal      | 56.316  | 2       |               |
| 8    | Bélgica       | 48.800  | 2       |               |
| 9    | Turquia       | 38.600  | 2       |               |
| 10   | Chéquia       | 36.050  | 2       |               |
| 11   | Escócia       | 36.050  | 2       |               |
| 12   | Suíça         | 32.975  | 2       |               |
| 13   | Áustria       | 32.600  | 2       |               |
| 14   | Noruega       | 31.625  | 2       |               |
| 15   | Grécia        | 31.525  | 2       |               |
| 16   | Dinamarca     | 31.450  | 1       |               |
| 17   | Israel        | 31.125  | 1       |               |
| 18   | Ucrânia       | 28.000  | 1       |               |

| Rank | Association | Coef.  | Equipes | Notas |  |
| ---- | ----------- | ------ | ------- | ----- |  |
| 19   | Sérvia      | 27.775 | 1       |       |  |
| 20   | Croácia     | 25.525 | 1       |       |  |
| 21   | Polónia     | 25.375 | 1       |       |  |
| 22   | Rússia      | 22.965 | 0       |       |  |
| 23   | Chipre      | 22.100 | 1       |       |  |
| 24   | Hungria     | 21.875 | 1       |       |  |
| 25   | Suécia      | 21.500 | 1       |       |  |
| 26   | Roménia     | 21.375 | 1       |       |  |
| 27   | Bulgária    | 20.375 | 1       |       |  |
| 28   | Azerbaijão  | 20.125 | 1       |       |  |
| 29   | Eslováquia  | 19.625 | 1       |       |  |
| 30   | Eslovênia   | 13.250 | 1       |       |  |
| 31   | Moldávia    | 13.125 | 1       |       |  |
| 32   | Kosovo      | 11.541 | 1       |       |  |
| 33   | Cazaquistão | 11.500 | 1       |       |  |
| 34   | Finlândia   | 11.125 | 1       |       |  |
| 35   | Irlanda     | 10.875 | 1       |       |  |
| 36   | Armênia     | 10.625 | 1       |       |  |
| 37   | Letónia     | 10.625 | 1       |       |  |
| 38   | Ilhas Feroé | 10.375 | 1       |       |  |

| Pos. | Associações          | Coef.  | Equipes | Notas |
| ---- | -------------------- | ------ | ------- | ----- |
| 39   | Bósnia e Herzegovina | 10.000 | 1       |       |
| 40   | Liechtenstein        | 10.000 | 0       |       |
| 41   | Islândia             | 9.583  | 1       |       |
| 42   | Irlanda do Norte     | 9.208  | 1       |       |
| 43   | Luxemburgo           | 8.625  | 1       |       |
| 44   | Lituânia             | 8.500  | 1       |       |
| 45   | Malta                | 8.250  | 1       |       |
| 46   | Geórgia              | 7.625  | 1       |       |
| 47   | Albânia              | 7.375  | 1       |       |
| 48   | Estónia              | 7.207  | 1       |       |
| 49   | Bielorrússia         | 6.625  | 1       |       |
| 50   | Macedônia do Norte   | 6.000  | 1       |       |
| 51   | Andorra              | 5.998  | 1       |       |
| 52   | País de Gales        | 5.791  | 1       |       |
| 53   | Montenegro           | 5.708  | 1       |       |
| 54   | Gibraltar            | 4.957  | 1       |       |
| 55   | San Marino           | 1.832  | 1       |       |

### Distribuição
A seguir está a lista de acesso padrão.
|                                      |                                      | Equipes que entram nessa rodada | Equipes que avançaram da rodada anterior                                                                               |
| ------------------------------------ | ------------------------------------ | --- | --- |
| Primeira qualificatória (30 equipes) | Primeira qualificatória (30 equipes) | - 30 campeões das federações do 25º ao 55º lugar (exceto Liechtenstein)Note LIE[›] | |
| Segunda qualificatória (30 equipes)  | Caminho dos Campeões (24 equipes)    | - 9 campeões das federações do 15º ao 24º lugar (exceto Rússia) | - 15 vencedores da primeira qualificatória                                                                             |
| Segunda qualificatória (30 equipes)  | Caminho da Liga (6 equipes)          | - 6 segundos classificados das associações 10-15 | |
| Terceira qualificatória (20 equipes) | Caminho dos Campeões (12 equipes)    | | - 12 vencedores da segunda qualificatória (Caminho dos Campeões)                                                       |
| Terceira qualificatória (20 equipes) | Caminho da Liga (8 equipes)          | - 3 segundos classificados das associações 7–9 - 1 terceiro colocado da associação 6 - 1 quarto colocado da associação 5 | - 3 vencedores da segunda qualificatória (Caminho da Liga)                                                             |
| Qualificatória final (14 equipes)    | Caminho dos Campeões (10 equipes)    | - 4 campeões das associações 11–14 | - 6 vencedores da terceira qualificatória (Caminho dos Campeões)                                                       |
| Qualificatória final (14 equipes)    | Caminho da Liga (4 equipes)          | | - 4 vencedores da terceira qualificatória (Caminho da Liga)                                                            |
| Fase de liga (36 equipes)            | Fase de liga (36 equipes)            | - Detentor do título da Liga dos Campeões da UEFA - Detentor do título da Liga Europa da UEFA - As duas federações com os coeficientes mais elevados da época anterior receberão uma vaga extra na Liga dos Campeões. - 10 campeões das associações 1–10 - 6 segundos classificados das associações 1–6 - 5 terceiros colocados das associações 1–5 - 4 equipes quartas colocadas das associações 1–4 - O time com o coeficiente mais elevado entre os campeões das ligas 11–55 ganha uma vaga adicional devido à classificação dupla do Paris Saint-Germain | - 5 vencedores da qualificatória final (Caminho dos Campeões) - 2 vencedores da qualificatória final (Caminho da Liga) |

### Equipes
Os rótulos entre parênteses mostram como cada equipe se classificou para o local de sua rodada inicial:
- UCL: detentores do título da Liga dos Campeões;
- UEL: detentores do título da Liga Europa;
- 1ª, 2ª, 3ª, 4ª, etc.: Posições da liga na temporada anterior;
- EPS: As vagas de desempenho europeias atribuídas aos clubes das 2 federações com os coeficiente de pontos mais elevados em 2024–25

A segunda qualificatória, a terceira qualificatória e a qualificatória final são divididas em Caminho dos Campeões (CC) e Caminho da Liga (CL).
| Fase de liga            | Fase de liga | Paris Saint-Germain (UCL)   | Tottenham (UEL)           | Liverpool (1º)           | Arsenal (2º)            |  |  |  |
| Fase de liga            | Fase de liga | Manchester City (3º)        | Chelsea (4º)              | Newcastle (5º) (Extra)   | Napoli (1°)             |  |  |  |
| Fase de liga            | Fase de liga | Internazionale (2°)         | Atalanta (3°)             | Juventus (4°)            | Barcelona (1º)          |  |  |  |
| Fase de liga            | Fase de liga | Real Madrid (2º)            | Atlético de Madrid (3º)   | Athletic Bilbao (4°)     | Villarreal (5º)(Extra)  |  |  |  |
| Fase de liga            | Fase de liga | Bayern de Munique (1º)      | Bayer Leverkusen (2º)     | Eintracht Frankfurt (3°) | Borussia Dortmund (4º)  |  |  |  |
| Fase de liga            | Fase de liga | Olympique de Marseille (2º) | Monaco (3°)               | PSV Eindhoven (1º)       | Ajax (2º)               |  |  |  |
| Fase de liga            | Fase de liga | Sporting (1º)               | Union Saint-Gilloise (1º) | Galatasaray (1º)         | Slavia Praha (1º)       |  |  |  |
| Fase de liga            | Fase de liga | Olympiacos (1º)             |                           |                          |                         |  |  |  |
|                         |              |                             |                           |                          |                         |  |  |  |
| Qualificatória final    | CC           | Celtic (1º)                 | Basel (1º)                | Sturm Graz (1º)          | FK Bodø/Glimt (1º)      |  |  |  |
|                         |              |                             |                           |                          |                         |  |  |  |
| Terceira qualificatória | CL           | Nice (4º)                   | Feyenoord (3º)            | Benfica(2º)              | Brugge (2º)             |  |  |  |
| Terceira qualificatória | CL           | Fenerbahçe (2º)             |                           |                          |                         |  |  |  |
|                         |              |                             |                           |                          |                         |  |  |  |
| Segunda qualificatória  | CC           | København (1º)              | Maccabi Tel Aviv (1º)     | Dínamo de Kiev (1º)      | Crvena zvezda (1º)      |  |  |  |
| Segunda qualificatória  | CC           | Rijeka (1º)                 | Lech (1º)                 | Pafos (1º)               | Ferencváros (1º)        |  |  |  |
| Segunda qualificatória  | CC           | Qarabağ (1º)                | Slovan (1º)               |                          |                         |  |  |  |
| Segunda qualificatória  | !CL          | Viktoria Plzeň (2º)         | Panathinaikos (2º)        | Brann (2º)               | RB Salzburg (2º)        |  |  |  |
| Segunda qualificatória  | !CL          | Servette (2º)               | Rangers (2º)              |                          |                         |  |  |  |
|                         |              |                             |                           |                          |                         |  |  |  |
| Primeira qualificatória | CC           | Malmö (1º)                  | FCSB (1º)                 | Ludogorets (1º)          | Olimpija (1º)           |  |  |  |
| Primeira qualificatória | CC           | Milsami (1º)                | Drita (1º)                | Kairat (1º)              | Kuopion Palloseura (1º) |  |  |  |
| Primeira qualificatória | CC           | Shelbourne (1º)             | Noah (1º)                 | RFS (1º)                 | Víkingur (1º)           |  |  |  |
| Primeira qualificatória | CC           | Zrinjski (1º)               | Breidablik (1º)           | Linfield (1º)            | Differdange 03 (1º)     |  |  |  |
| Primeira qualificatória | CC           | Žalgiris (1º)               | Ħamrun S. (1º)            | FC Iberia 1999 (1º)      | Egnatia (1º)            |  |  |  |
| Primeira qualificatória | CC           | Levadia Tallinn (1º)        | Dinamo Minsk (1º)         | Shkëndija (1º)           | Inter (1º)              |  |  |  |
| Primeira qualificatória | CC           | TNS (1º)                    | Budućnost (1º)            | Lincoln RI (1º)          | Virtus (1º)             |  |  |  |

## Calendário
O calendário da competição é o seguinte.. Será realizada uma "semana exclusiva" na qual quinta-feira também será dia de jogo. Todas as partidas nas outras semanas serão disputadas às terças e quartas-feiras, exceto a 8ª rodada (apenas quarta-feira) e a final.
| Fase                | Rodada                  | Data do sorteio         | Partida de ida                                   | Partida de volta                                 |
| ------------------- | ----------------------- | ----------------------- | ------------------------------------------------ | ------------------------------------------------ |
| Fase qualificatória | Primeira qualificatória | 17 de junho de 2025     | 8–9 de julho de 2025                             | 15–16 de julho de 2025                           |
| Fase qualificatória | Segunda qualificatória  | 18 de junho de 2025     | 22–23 de julho de 2025                           | 29–30 de julho de 2025                           |
| Fase qualificatória | Terceira qualificatória | 21 de julho de 2025     | 5–6 de agosto de 2025                            | 12 de agosto de 2025                             |
| Fase qualificatória | Qualificatória final    | 4 se agosto de 2025     | 19–20 Agosto 2025                                | 26–27 Agosto 2025                                |
| Fase de liga        | Rodada 1                | 28 de agosto de 2025    | 16–18 de setembro de 2025                        | 16–18 de setembro de 2025                        |
| Fase de liga        | Rodada 2                | 28 de agosto de 2025    | 30 de setembro–1 de outubro de 2025              | 30 de setembro–1 de outubro de 2025              |
| Fase de liga        | Rodada 3                | 28 de agosto de 2025    | 21–22 de outubro de 2025                         | 21–22 de outubro de 2025                         |
| Fase de liga        | Rodada 4                | 28 de agosto de 2025    | 4–5 de novembro de 2025                          | 4–5 de novembro de 2025                          |
| Fase de liga        | Rodada 5                | 28 de agosto de 2025    | 25–26 de novembro de 2025                        | 25–26 de novembro de 2025                        |
| Fase de liga        | Rodada 6                | 28 de agosto de 2025    | 9–10 de dezembro de 2025                         | 9–10 de dezembro de 2025                         |
| Fase de liga        | Rodada 7                | 28 de agosto de 2025    | 20–21 de janeiro de 2026                         | 20–21 de janeiro de 2026                         |
| Fase de liga        | Rodada 8                | 28 de agosto de 2025    | 28 de janeiro de 2026                            | 28 de janeiro de 2026                            |
| Fase eliminatória   | Pré-eliminatórias       | 30 de janeiro de 2026   | 17–18 de fevereiro de 2026                       | 24–25 de fevereiro de 2026                       |
| Fase eliminatória   | Oitavas de final        | 27 de fevereiro de 2026 | 10–11 de março de 2026                           | 17–18 de março de 2026                           |
| Fase eliminatória   | Quartas de final        | 27 de fevereiro de 2026 | 7–8 de abril de 2026                             | 14–15 de abril de 2026                           |
| Fase eliminatória   | Semifinais              | 27 de fevereiro de 2026 | 28–29 de abril de 2026                           | 5–6 de maio de 2026                              |
| Fase eliminatória   | Final                   | 27 de fevereiro de 2026 | 30 de maio de 2026 na Puskás Aréna, em Budapeste | 30 de maio de 2026 na Puskás Aréna, em Budapeste |

## Fase Qualificatória

### Primeira qualificatória
O sorteio da primeira qualificatória foi realizado em 18 de junho de 2024.
As partidas de ida foram disputadas de 9 a 10 de julho e as de volta de 16 a 17 de julho de 2024.
Os vencedores dos confrontos avançam para a segunda qualificatória do Caminho dos Campeões. 12 dos 14 perdedores serão transferidos para a segunda qualificatória do Caminho dos Campeões da Liga da Conferência Europa e 2 perdedores serão transferidos para a terceira qualificatória do Caminho dos Campeões da Liga da Conferência Europa mediante o sorteio.
| Equipe 1   | Total         | Equipe 2       | 1.º jogo | 2.º jogo |
| ---------- | ------------- | -------------- | -------- | -------- |
| KuPS       | 1-0           | Milsami        | 1-0      | 0-0      |
| Iberia     | 2-6           | Malmö          | 1-3      | 1-3      |
| Noah       | 3-2           | Budućnost      | 1-0      | 2-2      |
| Levadia    | 0-2           | RFS            | 0-1      | 0-1      |
| Olimpija   | 1-3           | Kairat         | 1-1      | 0-2      |
| Drita      | 4-2           | Differdange 03 | 1-0      | 3-2      |
| TNS        | 1-2           | Shkëndija      | 0-0      | 1-2      |
| Víkingur   | 2-4           | Lincoln RI     | 2-3      | 0-1      |
| Egnatia    | 1-5           | Breidablik     | 1-0      | 0-5      |
| Virtus     | 1-4           | Zrinjski       | 0-2      | 1-2      |
| Žalgiris   | 2-2 (10–11 p) | Ħamrun S.      | 2-0      | 0-2      |
| FCSB       | 4-3           | Inter          | 3-1      | 1-2      |
| Ludogorets | 3-2           | Dinamo Minsk   | 1-0      | 2-2      |
| Shelbourne | 2-1           | Linfield       | 1-0      | 1-1      |

### Segunda qualificatória
As partidas de ida serão disputadas nos dias 22 e 23 de julho, e as partidas de volta nos dias 29 e 30 de julho de 2025.
Os vencedores dos confrontos avançam para a terceira fase de qualificação. Os perdedores avançam para a terceira fase de qualificação da Liga Europa.
| Equipe 1          | Total | Equipe 2          | 1.º jogo | 2.º jogo |
| ----------------- | ----- | ----------------- | -------- | -------- |
| RFS               | 1–5   | Malmö             | 1–4      | 0–1      |
| Hamrun Spartans   | 0–6   | Dínamo de Kiev    | 0–3      | 0–3      |
| Pafos             | 2–1   | Maccabi Tel Aviv  | 1-1      | 1–0      |
| Lincoln Red Imps  | 1–6   | Estrela Vermelha  | 0–1      | 1–5      |
| Noah              | 4–6   | Ferencváros       | 1–2      | 3–4      |
| Lech Poznań       | 8–1   | Breiðablik        | 7–1      | 1–0      |
| København         | 3–0   | Drita             | 2–0      | 1–0      |
| Rijeka            | 1–3   | Ludogorets        | 0–0      | 1–3      |
| Shkëndija         | 3–1   | Steaua Bucareste  | 1–0      | 2–1      |
| Slovan Bratislava | 6–2   | Zrinjski Mostar   | 4–0      | 2–2      |
| Shelbourne        | 0–4   | Qarabağ           | 0–3      | 0–1      |
| KuPS              | 2–3   | Kairat            | 2–0      | 0–3      |
| Brann             | 2–5   | Red Bull Salzburg | 1–4      | 1–1      |
| Viktoria Plzeň    | 3–2   | Servette          | 0–1      | 3–1      |
| Rangers           | 3–1   | Panathinaikos     | 2–0      | 1–1      |

### Terceira qualificatória
As partidas de ida serão disputadas nos dias 5 e 6 de agosto, e as partidas de volta serão disputadas nos dias 12 ou 13 de agosto de 2025.
Os vencedores dos confrontos avançam para a qualificatória final. Os perdedores avançam para a fase de play-off da Liga Europa.
| Equipe 1           | Total       | Equipe 2          | 1.º jogo | 2.º jogo |
| ------------------ | ----------- | ----------------- | -------- | -------- |
| Malmö              | 0-5         | København         | 0–0      | 0-5      |
| Kairat             | 1-1 (4–3 p) | Slovan Bratislava | 1-0      | 0-1      |
| Lech Poznań        | 2-4         | Estrela Vermelha  | 1-3      | 1-1      |
| Ludogorets Razgrad | 0-3         | Ferencváros       | 0-0      | 0-3      |
| Dínamo de Kiev     | 0-3         | Pafos             | 0–1      | 0-2      |
| Shkëndija          | 1-6         | Qarabağ           | 0–1      | 1-5      |
| Red Bull Salzburg  | 2-4         | Brugge            | 0-1      | 2-3      |
| Rangers            | 4-2         | Viktoria Plzeň    | 3–0      | 1-2      |
| Nice               | 0-4         | Benfica           | 0-2      | 0-2      |
| Feyenoord          | 4-6         | Fenerbahçe        | 2-1      | 2-5      |

### Qualificatória final
O sorteio para a rodada de play-off foi realizado em 4 de agosto de 2025. Os jogos de ida serão disputados em 19 e 20 de agosto, e os jogos de volta serão disputados em 26 e 27 de agosto de 2025.
Os vencedores dos confrontos avançam para a fase classificatória. Os perdedores avançam para a fase classificatória da Liga Europa .
| Equipe 1         | Total   | Equipe 2   | 1.º jogo | 2.º jogo |
| ---------------- | ------- | ---------- | -------- | -------- |
| Ferencváros      | Match 1 | Qarabağ    | 1-3      | 27 Ago   |
| Estrela Vermelha | Match 2 | Pafos      | 1-2      | 26 Ago   |
| Bodø/Glimt       | Match 3 | Sturm Graz | 20 Ago   | 26 Ago   |
| Celtic           | Match 4 | Kairat     | 20 Ago   | 26 Ago   |
| Basel            | Match 5 | København  | 20 Ago   | 27 Ago   |

| Equipe 1   | Total   | Equipe 2 | 1.º jogo | 2.º jogo |
| ---------- | ------- | -------- | -------- | -------- |
| Fenerbahçe | Match 1 | Benfica  | 20 Ago   | 27 Ago   |
| Rangers    | Match 2 | Brugge   | 1-3      | 27 Ago   |

## Fase de liga
O sorteio da fase da liga para a Liga dos Campeões da UEFA de 2025–26 ocorrerá no Fórum Grimaldi, em Mônaco, em 28 de agosto de 2025. As 36 equipes serão divididas em quatro potes de nove times cada, com base no coeficiente de clubes da UEFA, exceto os detentores do título da Liga dos Campeões, que são automaticamente colocados como a primeira cabeça de chave no pote 1.
As 36 equipes serão sorteadas manualmente e, em seguida, um software automatizado selecionará seus oito oponentes aleatoriamente, determinando quais partidas serão em casa e quais serão fora. Cada equipe enfrentará dois oponentes de cada um dos quatro potes, um em casa e um fora. As equipes não podem enfrentar oponentes de sua própria federação e só poderão ser sorteadas contra, no máximo, dois times da mesma federação.

### Potes
| Pote 1              | Coef.   |
| ------------------- | ------- |
| Paris Saint-Germain | 118.500 |
| Real Madrid         | 143.500 |
| Manchester City     | 137.750 |
| Bayern de Munique   | 135.250 |
| Liverpool           | 125.500 |
| Internazionale      | 116.500 |
| Chelsea             | 109.000 |
| Borussia Dortmund   | 106.750 |
| Barcelona           | 103.250 |

| Pote 2              | Coef.  |
| ------------------- | ------ |
| Arsenal             | 98.000 |
| Bayer Leverkusen    | 95.250 |
| Atlético de Madrid  | 93.500 |
| Atalanta            | 82.000 |
| Villarreal          | 82.000 |
| Juventus            | 74.250 |
| Eintracht Frankfurt | 74.000 |

| Pote 2 ou 3 | Coef.  |
| ----------- | ------ |
| Tottenham   | 70.250 |

| Pote 3                 | Coef.  |
| ---------------------- | ------ |
| PSV Eindhoven          | 69.250 |
| Ajax                   | 67.250 |
| Napoli                 | 61.00  |
| Sporting               | 59.000 |
| Olympiacos             | 56.500 |
| Slavia Praha           | 51.000 |
| Olympique de Marseille | 48.000 |

| Pote 3 ou 4 | Coef.  |
| ----------- | ------ |
| Monaco      | 41.000 |

| Pote 4               | Coef.  |
| -------------------- | ------ |
| Galatasaray          | 38.250 |
| Union Saint-Gilloise | 36.000 |
| Athletic Bilbao      | 26.750 |
| Newcastle            | 23.039 |

### Tabela
As oito melhores equipes se classificarão para as oitavas de final. As equipes classificadas do 9º ao 24º disputarão uma rodada pré-eliminatória da fase eliminatória, com as equipes classificadas do 9º ao 16º no mesmo pote para o sorteio. As equipes classificadas do 25º ao 36º são eliminadas de todas as competições, sem acesso à Liga Europa da UEFA de 2024-25.
| Pos | Equipe                 | Pts | J | V | E | D | GP | GC | SG | Classificado                                                                       |
| --- | ---------------------- | --- | - | - | - | - | -- | -- | -- | ---------------------------------------------------------------------------------- |
| 1   | Ajax                   | 0   | 0 | 0 | 0 | 0 | 0  | 0  | 0  | Avançam para as oitavas de final da fase eliminatória (como cabeças de chave)      |
| 2   | Arsenal                | 0   | 0 | 0 | 0 | 0 | 0  | 0  | 0  | Avançam para as oitavas de final da fase eliminatória (como cabeças de chave)      |
| 3   | Atalanta               | 0   | 0 | 0 | 0 | 0 | 0  | 0  | 0  | Avançam para as oitavas de final da fase eliminatória (como cabeças de chave)      |
| 4   | Athletic Bilbao        | 0   | 0 | 0 | 0 | 0 | 0  | 0  | 0  | Avançam para as oitavas de final da fase eliminatória (como cabeças de chave)      |
| 5   | Atlético de Madrid     | 0   | 0 | 0 | 0 | 0 | 0  | 0  | 0  | Avançam para as oitavas de final da fase eliminatória (como cabeças de chave)      |
| 6   | Barcelona              | 0   | 0 | 0 | 0 | 0 | 0  | 0  | 0  | Avançam para as oitavas de final da fase eliminatória (como cabeças de chave)      |
| 7   | Bayer Leverkusen       | 0   | 0 | 0 | 0 | 0 | 0  | 0  | 0  | Avançam para as oitavas de final da fase eliminatória (como cabeças de chave)      |
| 8   | Bayern de Munique      | 0   | 0 | 0 | 0 | 0 | 0  | 0  | 0  | Avançam para as oitavas de final da fase eliminatória (como cabeças de chave)      |
| 9   | Borussia Dortmund      | 0   | 0 | 0 | 0 | 0 | 0  | 0  | 0  | Avançam para as pré-eliminatórias da fase eliminatória (como cabeças de chave)     |
| 10  | Chelsea                | 0   | 0 | 0 | 0 | 0 | 0  | 0  | 0  | Avançam para as pré-eliminatórias da fase eliminatória (como cabeças de chave)     |
| 11  | Eintracht Frankfurt    | 0   | 0 | 0 | 0 | 0 | 0  | 0  | 0  | Avançam para as pré-eliminatórias da fase eliminatória (como cabeças de chave)     |
| 12  | Galatasaray            | 0   | 0 | 0 | 0 | 0 | 0  | 0  | 0  | Avançam para as pré-eliminatórias da fase eliminatória (como cabeças de chave)     |
| 13  | Internazionale         | 0   | 0 | 0 | 0 | 0 | 0  | 0  | 0  | Avançam para as pré-eliminatórias da fase eliminatória (como cabeças de chave)     |
| 14  | Juventus               | 0   | 0 | 0 | 0 | 0 | 0  | 0  | 0  | Avançam para as pré-eliminatórias da fase eliminatória (como cabeças de chave)     |
| 15  | Manchester City        | 0   | 0 | 0 | 0 | 0 | 0  | 0  | 0  | Avançam para as pré-eliminatórias da fase eliminatória (como cabeças de chave)     |
| 16  | Monaco                 | 0   | 0 | 0 | 0 | 0 | 0  | 0  | 0  | Avançam para as pré-eliminatórias da fase eliminatória (como cabeças de chave)     |
| 17  | Napoli                 | 0   | 0 | 0 | 0 | 0 | 0  | 0  | 0  | Avançam para as pré-eliminatórias da fase eliminatória (como não cabeças de chave) |
| 18  | Newcastle              | 0   | 0 | 0 | 0 | 0 | 0  | 0  | 0  | Avançam para as pré-eliminatórias da fase eliminatória (como não cabeças de chave) |
| 19  | Olympiacos             | 0   | 0 | 0 | 0 | 0 | 0  | 0  | 0  | Avançam para as pré-eliminatórias da fase eliminatória (como não cabeças de chave) |
| 20  | Olympique de Marseille | 0   | 0 | 0 | 0 | 0 | 0  | 0  | 0  | Avançam para as pré-eliminatórias da fase eliminatória (como não cabeças de chave) |
| 21  | PSV Eindhoven          | 0   | 0 | 0 | 0 | 0 | 0  | 0  | 0  | Avançam para as pré-eliminatórias da fase eliminatória (como não cabeças de chave) |
| 22  | Real Madrid            | 0   | 0 | 0 | 0 | 0 | 0  | 0  | 0  | Avançam para as pré-eliminatórias da fase eliminatória (como não cabeças de chave) |
| 23  | Slavia Praha           | 0   | 0 | 0 | 0 | 0 | 0  | 0  | 0  | Avançam para as pré-eliminatórias da fase eliminatória (como não cabeças de chave) |
| 24  | Sporting               | 0   | 0 | 0 | 0 | 0 | 0  | 0  | 0  | Avançam para as pré-eliminatórias da fase eliminatória (como não cabeças de chave) |
| 25  | Union Saint-Gilloise   | 0   | 0 | 0 | 0 | 0 | 0  | 0  | 0  | Eliminados                                                                         |
| 26  | Villarreal             | 0   | 0 | 0 | 0 | 0 | 0  | 0  | 0  | Eliminados                                                                         |
| 27  | Liverpool              | 0   | 0 | 0 | 0 | 0 | 0  | 0  | 0  | Eliminados                                                                         |
| 28  | Paris Saint-Germain    | 0   | 0 | 0 | 0 | 0 | 0  | 0  | 0  | Eliminados                                                                         |
| 29  | Tottenham              | 0   | 0 | 0 | 0 | 0 | 0  | 0  | 0  | Eliminados                                                                         |
| 30  |                        | 0   | 0 | 0 | 0 | 0 | 0  | 0  | 0  | Eliminados                                                                         |
| 31  |                        | 0   | 0 | 0 | 0 | 0 | 0  | 0  | 0  | Eliminados                                                                         |
| 32  |                        | 0   | 0 | 0 | 0 | 0 | 0  | 0  | 0  | Eliminados                                                                         |
| 33  |                        | 0   | 0 | 0 | 0 | 0 | 0  | 0  | 0  | Eliminados                                                                         |
| 34  |                        | 0   | 0 | 0 | 0 | 0 | 0  | 0  | 0  | Eliminados                                                                         |
| 35  |                        | 0   | 0 | 0 | 0 | 0 | 0  | 0  | 0  | Eliminados                                                                         |
| 36  |                        | 0   | 0 | 0 | 0 | 0 | 0  | 0  | 0  | Eliminados                                                                         |